# Be a Boy
Be a Boy is een nummer van de Britse zanger Robbie Williams uit 2013. Het is de derde en laatste single van zijn negende studioalbum Take the crown.
Het nummer is een antwoord op alle critici die beweren dat de glans van Robbie zijn carrière af zou zijn. Dit blijkt onder andere uit de regels "They said it was leaving me, the magic was leaving me, I don't think so". Dat Robbie zelf bepaalt wanneer zijn carrière voorbij is, zingt hij in de regel "I can make this last forever". Volgens Robbie staat het nummer voor kracht en verantwoordelijkheid. Hij heeft zich het nummer laten inspireren door New Order. "Be a Boy" flopte in thuisland het Verenigd Koninkrijk, maar werd wel een bescheiden succesje in Nederland en België. In Nederland bereikte het de 12e positie in de Tipparade, en in Vlaanderen de 14e positie in de Tipparade.